# Noëlle Roger
Noëlle Roger, pseudoniem van Hélène Dufour (Genève, 25 september 1874 - aldaar, 14 oktober 1953), was een Zwitserse schrijfster en verpleegster.

## Biografie
Noëlle Roger was een dochter van Théophile Dufour. Ze was gehuwd met Eugène Pittard. Nadat ze in Londen een opleiding als verpleegster had gevolgd, zou deze stad later de achtergrond worden van haar verhaal Le sculpteur de Christs (1902) en haar roman Docteur Germaine (1904). Aanvankelijk schreef ze vooral over kinderen als thema. In Les carnets d'une infirmière (1915) verwerkte ze de notities van een overleden vriendin die tijdens de Eerste Wereldoorlog verpleegster was geweest in Frankrijk. In de nasleep van de oorlog schreef ze onder meer de werken Le nouveau Déluge (1922) en La vallée perdue (1939). Daarnaast schreef ze ook historische en bibliografische werken zoals Jean-Jacques ou le promeneur solitaire (1933).

## Trivia

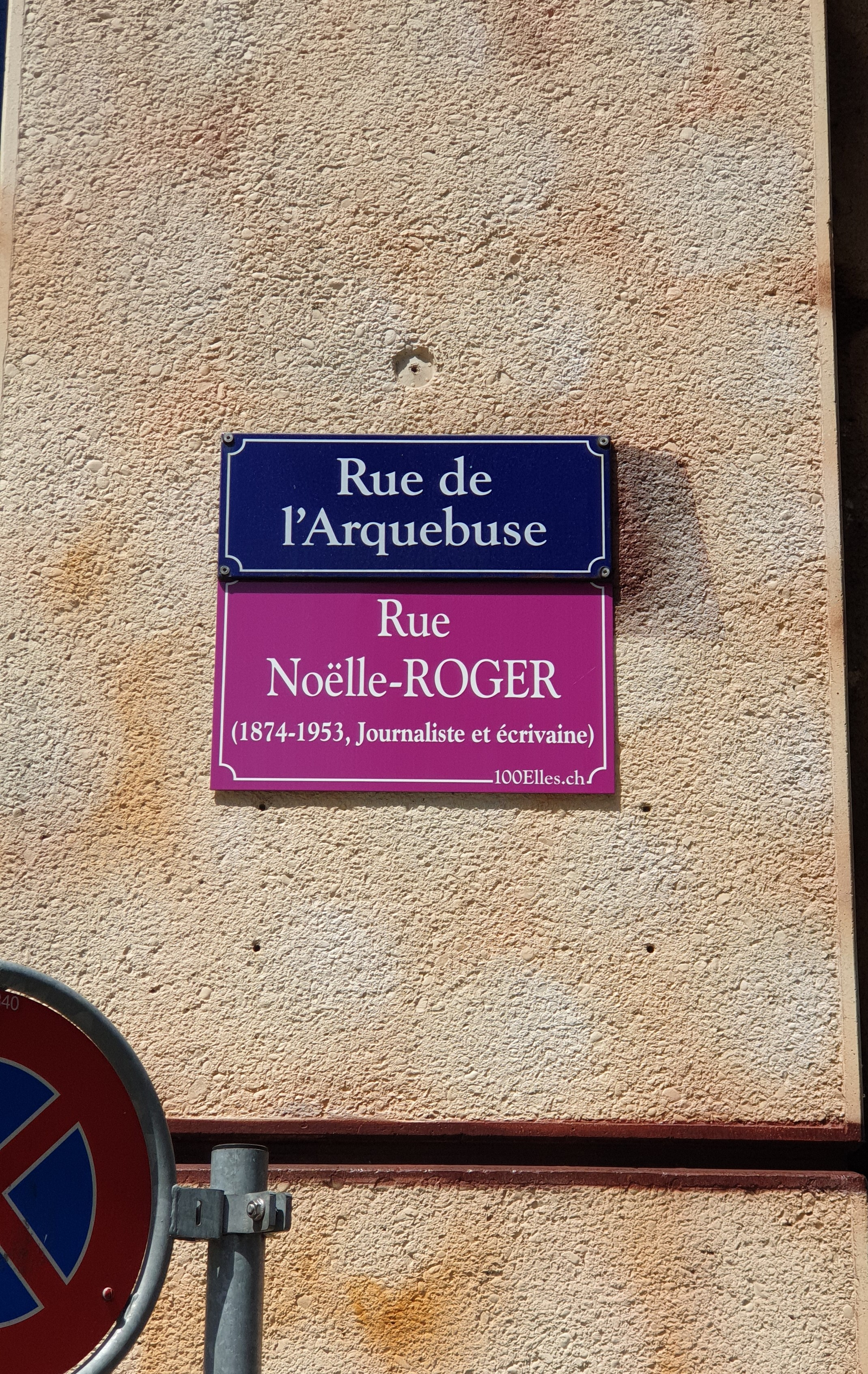
Alternatief straatnaambord van de actie 100Elles* in Genève, 2019.

- In 2019 werd in Genève door de actie 100Elles* een alternatief straatnaambord opgericht ter ere van Noëlle Roger.

## Onderscheidingen
- Médaille de langue française van de Académie française (1948).[1]

## Werken
- (fr)  Le sculpteur de Christs, 1902.
- (fr)  Docteur Germaine, 1904.
- (fr)  Les carnets d'une infirmière, 1915.
- (fr)  Le nouveau Déluge, 1922.
- (fr)  Jean-Jacques ou le promeneur solitaire, 1933.
- (fr)  La vallée perdue, 1939.